# آي جي-جاج
يستخدم مصطلح Ag-gag لوصف فئة مِن قوانين مكافحة المخالفات التي تطبق على الصناعات الزراعية. ابتكر مارك بيتمان المصطلح عام 2011 في عموده في نيويوك تايمز، ويشير مصطلح "Ag-gag" لقوانين الدول التي تمنع التصوير بسرية للأنشطة المختلفة في المزارع دون موافقة مالك المزرعة، كما إنه يهدف المبلغين عن الإساءات الخاصة بحقوق الحيوانات الموجودة في تلك المنشآت. نشأت تلك القوانين في الولايات المتحدة الأمريكية، ولكنهم بدأوا في الظهور في أماكن أخرى مثل أستراليا. بعض من تلك القوانين مثل الاقتراح المقدم في ولاية بنسلفانيا لها نطاق أوسع ويمكن أن تستخدم في تجريم تصرفات النشطاء في الصناعات الأخرى.
تجادل مؤيدو قوانين الملاحقات القضائية حول أنهم يقدمون خدمة لحماية الصناعات الزراعية من التداعيات السلبية للفضائح التي يسببها المبلغون. انتقد العديد من المجموعات تكاثر قوانين الملاحقات القضائية، حيث تجادلوا أن تلك القوانين هدفها الرئيسي هو إخفاء إساءات حقوق الحيوان التي تسببها الصناعات الزراعية عن عيون العامة، مما يخلق أثر سلبي في الإبلاغ عن تلك الانتهاكات، كما أنها تنتهك حق حرية التعبير.

## خلفية
ظهرت قوانين في بداية التسعينيات من القرن العشرين ردًا على تهديدات النشطاء السريين مع حركة جبهة تحرير الحيوان. في ولايات كانساس ومونتانا وداكوتا الشمالية، جرمت السلطة التشريعية بتلك الولايات التقاط صور أو فيديوهات في المرافق الحيوانية دون موافقة المالك.
في عام 2002، أصدرت المنظمة المحافظة مجلس تبادل التشريع الأمريكي، «قانون مكافحة الإرهاب البيئي والحيواني»، وهو قانون نموذجي للتوزيع لجماعات الضغط ومشرعي القوانين بالولايات. تم تقديم ذلك القانون النموذجي لمنع «دخول المرافق الحيوانية ومرافق الأبحاث لأخذ الصور الفوتوغرافية والفيديوهات أو القيام بأي عمل بنية ارتكاب أي فعل إجرامي أو تشويه سمعة المرفق أو مالكه». كما إنه أنشأ «سجل إرهاب» لمن أدانه القانون.
انتقد علماء القانون البارزون مثل إروين شيميرنسكي قوانين الـ Ag-gag على أسس دستورية كانتهاك للتعديل الأول لتقييد أشكال التعبير التي لا تحظى بشعبية. في أغسطس 2015، أصدرت محكمة مقاطعة أمريكية مثل هذا القانون الذي مررته ولاية إيداهو ليصبح غير دستوري وهذا يعد انتهاك للتعديل الأول. صرح القاضي بي لين وينميل «على الرغم من أن الولاية قد لا تتفق مع رسالة بعض المجموعات التي يحاولوا نقلها عن مرافق أيداهو الانتاجية الزراعية مثل نشر فيديوهات مصورة سريًا بها سوء معاملة للحيوان على الإنترنت وتدعو للمقاطعة، فإننا لا يمكن إنكار حقهم القانوني في الحماية المتساوية في ممارسة حرية التعبير.»